# Rejosari (Ulubelu)
Rejosari is een bestuurslaag in het regentschap Tanggamus van de provincie Lampung, Indonesië. Rejosari telt 1786 inwoners (volkstelling 2010).